# 河田聪
河田聪（1951年10月1日—）是一位日本应用物理学学者，出生于大阪府池田市。大阪大学研究院的教授，理化学研究所的主任研究员。专门研究纳米光学(Nano-optics)，研究領域包含近红外分光法、信号恢复论、近场光学中的表面增強拉曼光譜及尖端增強拉曼光譜、超解像顯微鏡、多光子光加工、深紫外拉曼分光學對生物及半導體的分析應用、隨機採樣之拉曼顯微鏡。

## 生平
河田聪畢業於大阪教育大学附属高级中学。1974年、毕业于大阪大学工学部应用物理学系。
師承於鈴木達郎、1979年、獲得大阪大学大学院硕士。工学博士。
- 1966年、于加利福尼亞大學爾灣分校(UCI)应用物理系擔任研究员。師承於南茂夫、大阪大学的助手・副教授，自1993年起任大阪大学工学部应用物理学系的教授。

- 2002年、兼任理化学研究所的主任研究员。

- 学术杂志《Optics Communications》(Amsterdam)的编辑人。美国光學学会（OSA）、英国物理学会（IOP）、国际光工学会（SPIE）等的会事。日本分光学会原会长，日本学术振兴会・学术系统研究中心研究员。

- 曾任日本分光學會・會長（2007-08）、日本應用物理學會會長（2014-16）、Optics Communications (Amsterdam) 編集長（2000-09）、OSA副會長（2020-）。

## 获奖
- 紫绶奖章(2007)、
- 文部科学大臣・科学技术赏表彰(2005）
- 中小企业局长官赏(2006)
- 科学技术映像节・文部科学大臣赏(2008)

## 外部連結
- Prof. Kawata's Cyber Lab （页面存档备份，存于） - Official Website
- 日本应用物理学会 （页面存档备份，存于）
- 大阪大学工学部应用物理学系科学機器工学研究室 英文簡稱LaSIE （页面存档备份，存于）
- 理化学研究所Nanophotonics研究室
- The Research Institute of Nanophotonics (RINPS)